# 1323 Tugela
1323 Tugela је астероид са пречником од приближно 58,44 .
Афел астероида је на удаљености од 3,728 астрономских јединица (АЈ) од Сунца, а перихел на 2,736 АЈ.
Ексцентрицитет орбите износи 0,153, инклинација (нагиб) орбите у односу на раван еклиптике 18,649 степени, а орбитални период износи 2122,760 дана (5,811 година).
Апсолутна магнитуда астероида је 9,90 а геометријски албедо 0,056.
Астероид је откривен 19. маја 1934. године.